# Хлорамбен
Хлорамбен, или 3-амино-2,5-дихлор-бензойная кислота представляет собой производное бензойной кислоты и синтетический ауксин.

## Синтез
Синтез хлорамбена начинается с бензоилхлорида, который хлорируется. Полученное вещество после реакции с азотной кислотой приводит к внедрению в кольцо нитрогруппы, которая затем восстанавливается оловом и соляной кислотой, образуя аминогруппу, а вещество превращается в хлорамбен.

## Использование
Хлорамбен - селективный гербицид, используемый для борьбы с широколистными сорняками и однолетними травами. В основном применяться при возделывании сои, но также и для фасоли, арахиса, подсолнечника, перца чили, хлопка, сладкого картофеля, тыквы, при производстве древесины из цветковых растений, кустарников и некоторых хвойных.
Активное вещество хлорамбен не утверждён к использованию в Евросоюзе
В Германии, Австрии и Швейцарии гербицид хлорамбен не используется.